# Jorge Sixto Fernández (militar mexicano)
Jorge Sixto Fernández (estado de Baja California, años 1950) es un militar mexicano.
Alcanzó el rango de capitán (retiro efectivo) de las Fuerzas Armadas de México.
El 12 de abril de 2005 fue designado diplomático del Ministro de Relaciones Exteriores de México. Actuó como observante de diplomacia bilateral en América del Norte y Asia. 
| Predecesor: Eduardo Jiménez de Aréchaga (de facto) | Diplomático a Japón (de facto) 2006 - Presente | Sucesor: desconocido (de facto) |

- Datos: Q5936062